# Ejido Ojo de Agua, Baja California
Ejido Ojo de Agua är en ort i Mexiko.   Den ligger i kommunen Tijuana och delstaten Baja California, i den nordvästra delen av landet, 2 300 km nordväst om huvudstaden Mexico City. Ejido Ojo de Agua ligger 184 meter över havet och antalet invånare är 1 241.
Terrängen runt Ejido Ojo de Agua är kuperad. Runt Ejido Ojo de Agua är det tätbefolkat, med 913 invånare per kvadratkilometer. Närmaste större samhälle är Tecate, 18,4 km nordost om Ejido Ojo de Agua. Omgivningarna runt Ejido Ojo de Agua är i huvudsak ett öppet busklandskap.